# Nathan Haas
Nathan Peter Haas (Brisbane, 12 marzo 1989) è un ciclista su strada australiano che corre per il Gravel Cycling Team. Professionista dal 2012, nello stesso anno ha vinto il Tour of Britain.

## Palmarès

### Strada
- 2010 (Genesys Wealth Advisers, una vittoria)

9ª tappa Tour of Tasmania
- 2011 (Genesys Wealth Advisers, tredici vittorie)

1ª tappa Mersey Valley Tour
2ª tappa Mersey Valley Tour
Classifica generale Mersey Valley Tour
1ª tappa Canberra Tour
Classifica generale Canberra Tour
4ª tappa Tour of Toowoomba
Classifica generale Tour of Gippsland
Classifica generale Tour of Geelong
Classifica generale Goulburn-Sydney
10ª tappa Tour of Tasmania
Classifica generale Tour of Tasmania, Australia
Classifica generale Herald Sun Tour
Japan Cup
- 2012 (Team Garmin-Barracuda, una vittoria)

Classifica generale Tour of Britain
- 2014 (Garmin-Sharp, due vittorie)

1ª tappa Herald Sun Tour (Geelong > Ballarat)
Japan Cup
- 2016 (Team Dimension Data, una vittoria)

4ª tappa Vuelta a Burgos (Aranda de Duero > Lerma)
- 2018 (Team Katusha-Alpecin, una vittoria)

2ª tappa Tour of Oman (Sultan Qaboos University > Al Bustan)

### Altri successi
- 2010 (Genesys Wealth Advisers)

3ª tappa Tour of Tasmania (cronosquadre)
- 2012 (Genesys Wealth Advisers)

3ª tappa Tour of Utah (Miller Motorsports Park, cronosquadre)
- 2016 (Team Dimension Data)

Classifica scalatori Tour de Yorkshire
- 2018 (Team Katusha Alpecin)

Classifica a punti Tour of Oman

### Gravel
- 2024

1ª tappa Ibereolic Gravel Tierra de Campos (Villalpando)

## Piazzamenti

### Grandi Giri
- Giro d'Italia

2013: ritirato (16ª tappa)
2014: 104º
2017: ritirato (11ª tappa)
2020: 119º
- Tour de France

2015: ritirato (17ª tappa)
- Vuelta a España

2014: 143º
2016: fuori tempo massimo (12ª tappa)

### Classiche monumento
- Milano-Sanremo

2014: ritirato
2015: 28º
2016: ritirato
2018: 18º
- Liegi-Bastogne-Liegi

2013: 88º
2014: 103º
2015: ritirato
2017: 62º
2019: 86º
- Giro di Lombardia

2012: ritirato
2013: ritirato
2014: ritirato

### Competizioni mondiali
- Campionati del mondo su strada

Innsbruck 2018 - Cronosquadre: 11º
Yorkshire 2019 - In linea Elite: ritirato
Fiandre 2021 - In linea Elite: ritirato
- Campionati del mondo gravel

Veneto 2022 - Elite: 16º